# 重野謙次郎

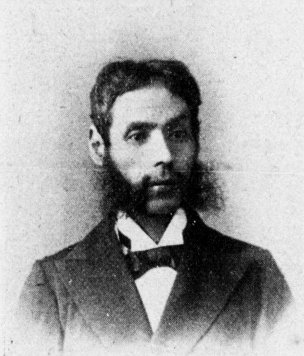
重野謙次郎

重野 謙次郎（しげの けんじろう、嘉永7年10月27日（1854年12月16日） - 昭和5年（1930年）11月5日）は、衆議院議員（自由党→憲政党→立憲政友会）。

## 経歴
出羽国天童に天童藩士重野謙次郎の子として生まれる。戊辰戦争では藩主に従い奔走した。1869年（明治2年）、藩命により東京に遊学。一度は郷里に戻るも再び上京し、講学法社で法学を学んだ。1880年（明治13年）に山形で「法律学社」を創設し、自由民権運動を推進した。また集会条例改正を建白したことで衆望を集め、翌年に山形県会議員に選出され、後には副議長に就任した。1887年（明治20年）に上京し、三大事件建白運動に参加するが、保安条例により東京から退去を命じられた。その後、大同団結運動に加わり、山形大同倶楽部を組織した。
1889年（明治22年）、山形市会議員に選出され、議長に就任した。また1891年（明治24年）には県会でも議長に推された。1893年（明治26年）、衆議院議員補欠選挙に出馬し、当選。当選回数は合計で5回を数えた。